# 七月十五
七月十五望，农历七月第十五天。

## 出生
- 乾隆十一年，儀慎親王永璇，乾隆帝第八子（卒於道光十二年八月初七日）
- 1950年，湯家驊，香港資深大律師，行政會議成員，前立法會議員

## 逝世
- 永祿四年（1595年），豐臣秀次，日本太政大臣豐臣秀吉外甥，豐臣家家督、關白。

## 节假日和习俗
- 中元節
- 地官大帝誕辰
- 盂兰盆节
- 中元普渡公聖誕（整個月）

## 其他内容
- 十斋日

## 参看
- 日历
- 七月十三 - 七月十四 - 七月十五 - 七月十六 - 七月十七
- 六月十五 - 七月十五 - 八月十五
- 正月 - 二月 - 三月 - 四月 - 五月 - 六月 - 七月 - 八月 - 九月 - 十月 - 十一月 - 腊月
- 公历7月15日